# Фулехайо
Фулехайо (лат. Foulehaio) — род воробьиных птиц из семейства медососовых (Meliphagidae).

## Распространение
Представители всех трех видов рода обитают на Фиджи, причем два вида являются его эндемиками, а Foulehaio carunculatus встречаются также на ряде других островов (Американском Самоа, Самоа, Тонга, островах Уоллис и Футуна). Птицы живут в тропических лесах, как равнинных, так и горных, а также в мангровых зарослях.

## Классификация
Международный союз орнитологов относит к роду 3 вида:
- Foulehaio carunculatus (J. F. Gmelin, 1788) — Серёжчатый фулехайо
- Foulehaio procerior (Finsch & Hartlaub, 1867)
- Foulehaio taviunensis (Wiglesworth, 1891)

Ранее все три считались конспецифичными.

## Охранный статус
Всем трём видам рода МСОП присвоил охранный статус «Виды, вызывающие наименьшие опасения» (LC).